# MUD2
MUD2 és el successor de MUD1, el pioner joc multi-usuari de Richard Bartle. Més que una seqüela, és el resultat de més de 20 anys de desenvolupament continu i es basa en gran manera en el codi original del joc.
El joc és nominalment un joc de rol, amb un conjunt de regles, classes de personatges i nivells molt estrictes. Els personatges han de superar 11 nivells fins a arribar al tradicional objectiu de wiz (mag o bruixa).
Els personatges es mouen entre ubicacions o sales de jocs, utilitzant les indicacions de la brúixola i ordres bàsiques com:
- GET LONGSWORD
- GET DIAMOND
- KILL DWARF WITH LONGSWORD

Els punts s'obtenen transportant un tresor a la sala coneguda com el pantà, matant un PNJ o matant un altre jugador. El joc també inclou poders màgics, que s'obtenen a través d'un artefacte místic conegut com The Touchstone. L'efecte secundari és que tocar la pedra tàctil pot ser mortal, tot i que la probabilitat de morir va disminuint a mesura que es puja de nivell. Per fer Wiz, també cal completar set de vuit tasques. Entre els molts poders de Wizzes hi ha la possibilitat de matar instantàniament qualsevol jugador de la terra, utilitzant el tan venerat Finger of Death o FOD.
Els nivells del joc es presenten de la següent manera:
| Nivell     | Màgic                  | Punts  |
| Novell     | -                      | 0      |
| Protector  | Vident                 | 200    |
| Amic       | Endeví                 | 400    |
| Guerrer    | Cabalista              | 800    |
| Espadachí  | Mag                    | 1600   |
| Heroi      | Encantador             | 3200   |
| Superheroi | Corrector d'encanteris | 6400   |
| Campió     | Bruixot                | 12800  |
| Guardià    | Nigromant              | 25600  |
| Llegenda   | Bruixot                | 51200  |
| senyor     | Mag                    | 102400 |
| -          | mag                    | 204800 |

En general, es reconeix que el repte més gran del joc són els altres jugadors, i els jugadors altament qualificats que han fet wiz que posen a prova activament els jugadors "mortals" per assegurar-se que tenen el nivell d'habilitat requerit per completar i, després, gestionar el joc.
Gran part de l'atractiu de llarga durada de MUD2 prové de la seva profunditat i del seu àmpli gameplay, ja que conté grans elements de resolució i exploració, així com elements d'habilitat, oportunitat i humor.